# Mechthild Roswitha Scheurl von Defersdorf
Mechthild Roswitha Freifrau Scheurl von Defersdorf (* 23. November 1952 in Erlangen) ist eine deutsche Sprachwissenschaftlerin und Buchautorin. Sie leitet das Lingva Eterna Institut für bewusste Sprache in Erlangen.

## Leben
Mechthild Roswitha Scheurl von Defersdorf, aus einer Nürnberger Patrizierfamilie stammend, wurde 1952 in Erlangen geboren. Ihr Vater war Schulpfarrer an der Wilhelm-Löhe-Schule in Nürnberg. Ihr Großvater Eberhard Freiherr Scheurl von Defersdorf (1873–1952), Professor für Staats- und Verwaltungsrecht an der Handelshochschule Nürnberg, war von 1925 bis 1946 Präses des Pegnesischen Blumenordens. Ihr Großvater mütterlicherseits war der Neutestamentler und Politiker Hermann Strathmann (1882–1966).
Mechthild Scheurl von Defersdorf besuchte die Wilhelm-Löhe-Schule in Nürnberg, wo sie 1972 das Abitur bestand. Anschließend studierte sie an der Universität Erlangen Romanistik, Anglistik und Arabisch. 1974/75 studierte sie an der Universität Rennes in Frankreich. Ihre wichtigsten Lehrer waren der Romanist und Sprachwissenschaftler Arnulf Stefenelli (1938–2002) und der Orientalist Wolfdietrich Fischer (1928–2013).
Sie legte ihr Examen für die ersten beiden Studienfächer 1977 ab. Für ihre Zulassungsarbeit wählte sie ein Disziplinen-übergreifendes Thema. 1979 legte sie ihr Examen für Arabisch in Erlangen ab.
Scheurl von Defersdorf leitet das im Jahr 1999 von ihr gegründete Lingva Eterna Institut für bewusste Sprache. Seit 2004 arbeitet sie mit dem Arzt und Psychotherapeuten Theodor von Stockert zusammen. Sie entwickelten gemeinsam das von ihr begründete „Sprach- und Kommunikationskonzept“ weiter und bilden Lingva-Eterna-Dozenten aus. Sie arbeiteten viele Jahre mit dem Benediktinermönch Pater Anselm Grün zusammen.
Scheurl von Defersdorf ist publizistisch tätig und führte viele Jahre den Autorennamen Roswitha Defersdorf.
2005 begegnete sie dem Musiker und Schauspieler Werner Mönch la Dous (1924–2011). In Zusammenarbeit mit Scheurl von Defersdorf entstand sein Lehrbuch Gesunde Stimme, kraftvolle Sprache.
Sie ist Mitglied des Pegnesischen Blumenordens.

## Veröffentlichungen (Auswahl)

### Bücher
- Jedes Wort wirkt! Bewusste Sprache in der Pädagogik. Lingva Eterna, Erlangen 2015
- Ein Paar – ein Wort: Besser miteinander reden. Kreuz, Freiburg im Breisgau 2014
- In der Sprache liegt die Kraft. Klar reden, besser leben. Mit einem Vorwort von Anselm Grün. Herder, Freiburg im Breisgau 2008
- Frischer Wind für die Partnerschaft. Besser miteinander reden. Herder, Freiburg im Breisgau 2003
- Deutlich reden, wirksam handeln. Kindern zeigen, wie Leben geht. Herder, Freiburg im Breisgau 2000
- Drück mich mal ganz fest. Geschichte und Therapie eines wahrnehmungsgestörten Kindes. Mit einem Vorwort von Ingelid Brand. Herder, Freiburg im Breisgau 1992
- Ach, so geht das! Wie Eltern Lernstörungen begegnen können. Herder, Freiburg im Breisgau 1994

### Kartensätze
- Die Kraft der Sprache – 40 Karten für die Sprache im Pflegebereich. Lingva Eterna, Erlangen 2010
- Sprachkarten – Denkmuster aktiv wandeln, für Kinder und Erwachsene. Lingva Eterna, Herder 2009
- Die Kraft der Sprache. Lingva-Eterna, Erlangen 2001
- Herz-Sprachkarten für Kinder. InPäBS 2001
- So schön ist Leben. InPäBS 1999

### Tonträger
- In der Sprache liegt die Kraft – sich selbst und andere führen. 2 Audio-CDs. Lingva Eterna, Erlangen 2010

### Herausgeberschaft
- Werner Mönch la Dous: Gesunde Stimme, kraftvolle Sprache. Praxisbuch. Vorwort von Theodor R. von Stockert, Mechthild R. von Scheurl-Defersdorf. Herausgegeben von Mechthild R. von Scheurl-Defersdorf. 2. Auflage Lingva Eterna, Erlangen 2013
- Werner Mönch la Dous: Gesunde Stimme, kraftvolle Sprache. Ein Praxisbuch mit Audio-CD. Text überarbeitet nach den Prinzipien des ES Energetischen Sprachtrainings durch Mechthild R. von Scheurl-Defersdorf. InPäBS, 2005